# Marc Isambard Brunel
Sir Marc Isambard Brunel (Hacqueville, 1769. április 25. – London, 1849. december 12.) francia származású mérnök, New York főépítésze, majd a Temze alatt futó első alagút építője volt.

## Pályafutása
Marc Isambard Brunel édesapja Jean Charles Brunel francia gazdálkodó, édesanyja Marie Victoria Lefevre (apja négy felesége közül a második) volt. Brunel Észak-Franciaországban, Hacqueville faluban született. Már gyerekkorában tehetségesen rajzolt, és jó érzéke volt a matematikához és a mechanikához. 1793-ban belépett a francia haditengerészetbe, majd hat év szolgálat után, a forradalom tetőpontján visszatért Párizsba. Királypártisága miatt néhány hónap múlva el kellett hagynia Franciaországot.
Az Amerikai Egyesült Államokba emigrált, ahol építészként és építőmérnökként dolgozott, majd New York főépítésze lett. Számos épületet, köztük fegyverraktárt és egy ágyúgyárat tervezett. Nevéhez fűződik a Bowery Theater, amely korának legnagyobb színháza volt, valamint dolgozott a Staten Island és Long Island, illetve a Champlain-tó és a Hudson-folyó közötti csatorna fejlesztésén. 1796-ban megkapta az amerikai állampolgárságot.
1799 tavaszán Angliába utazott, ahol bemutatta a brit kormánynak a találmányát, egy automatizált eljárást a vitorlás hajókon használt csigasorok készítésére. A tervet elfogadták, és Brunel a portsmouthi haditengerészeti kikötőben készítette el berendezését. A rendszer 43 gépből állt, amelyet tíz ember üzemeltetett, és ugyanannyi, de jobb minőségű csigát állított elő, mint korábban száz munkás kéziszerszámokkal. Ez a berendezés az egyik első darabja volt a tömegtermelést megalapozó automatizált gépsoroknak. Hat év jegyesség után, 1799. november 1-jén feleségül vette Sophia Kingdomot (1775-1855), akivel Rouen városában találkoztak.
1809-ben, miután meglátta, mennyire elhasználódott lábbelikben térnek vissza a katonák a háborúból, elhatározta, hogy épít egy gépet, amely alkalmas lesz a csizmák tömegtermelésére. A berendezést egy év múlva szabadalmaztatta, majd megkezdte a gyártást. Készített még fűrész-, kötő-, hajó- és nyomdagépet. Marc Isambard Brunel építőmérnökként is tevékenykedett. Ő tervezte az Ile de Bourbon-i függőhidat és az első úszódokkot Liverpoolnál. 1818-ban szabadalmaztatta az első fúrópajzsot, amelynek működési elvét a hajóférgektől leste el.
1821-ben vállalkozása tönkrement, és Brunelt az adósok börtönébe zárták. Barátai segítségével hamarosan szabadult, és nekikezdett legvakmerőbb tervének, az első olyan alagút megépítésének, amely víz alatt húzódik.

## A Temze-alagút
Rotherhithe és Wapping között nem lehetett hidat építeni a Temze felett, mert zavarta volna a hajóforgalmat. 1801-ben és 1807-ben már megpróbáltak alagutat építeni ezen a helye, de mindkét kísérlet kudarcba fulladt. A kor mérnökei lehetetlennek tartották az alagút megépítését. Brunel fúrópajzsa azonban megtartotta a nedves és omladékony kőzetet, amíg a munkások téglával kirakták a Temze-alagút falát.
Az alagút építése 1825-ben kezdődött a déli parton, Rotherhithe-nál. Az első téglát maga Brunel helyezte el. Az építkezésben közreműködött Sophia Kingdomtól született egyetlen gyermeke, Isambard Kingdom Brunel is, aki később a viktoriánus Anglia legkiválóbb mérnöke és építésze lett. Marc Isambard Brunelt 1841-ben lovaggá ütötte Viktória brit királynő.